# Цыцугин, Валентин Николаевич
Валентин Николаевич Цыцугин (1929 — 8 октября 2010) — советский общественный и хозяйственный деятель. Почётный гражданин города Старый Оскол (1999). Председатель Старооскольского горисполкома (1957—1963), первый секретарь городского комитета КПСС (1969—1983).

## Биография
Родился в 1929 году в Саратове. Война застала его мальчишкой и он очень хорошо помнил фашистские бомбардировки нефтеперерабатывающего завода. В Саратове, после окончания обучения в школе, он успешно был зачислен в юридический институт. Завершив обучение в нём, был направлен на работу в прокуратуру города Острогожска Воронежской области, потом направлен в посёлок Красная Гвардия.
В декабре 1954 года Валентин Цыцугин был утверждён в должности первого секретаря Старооскольского райкома ВЛКСМ. Под его руководством создавались комсомольские молодёжные коллективы на предприятиях, формировались отряды целинников. В 1957 году новое назначение на должность председателя Старооскольского горисполкома, где проработал более шести лет. В 1969 году Валентин Николаевич стал первым секретарём Старооскольского городского комитета коммунистической партии Советского Союза. Работал до 1983 года. Именно в этот период были созданы и вышли на основную мощь такие предприятия как СГОК, завод АТЭ, цементный завод, первая очередь ОЭМК и другие. Было возведено более двух миллионов квадратных метров жилья, десятки детсадов и школ, ДК «Горняк» и «Комсомолец», кинотеатры «Быль» и «Октябрь», больничный комплекс Лебединского ГОКа. Старый Оскол превысил стотысячный рубеж по населению.  
С 1983 года на протяжении 17 лет работал руководителем открытого акционерного общества «Гипрогор». В 2000 году вышел на заслуженный отдых. 
13 сентября 1999 года на основании решения городских властей Цыцугину было присвоено звание «Почётный гражданин города Старый Оскол».
Проживал в Старом Осколе. Умер 8 октября 2010 года.

## Награды и звания
- Орден Трудового Красного Знамени,
- два Ордена «Знак Почёта»,
- Медаль «В ознаменование 100-летия со дня рождения Владимира Ильича Ленина»,
- Заслуженный строитель Российской Федерации,
- «Почётный гражданин города Старый Оскол» (13.09.1999).

## Память
- В Старом Осколе именем Цыцугина назван один из проспектов города.
- В 2016 году в микрорайоне Степной города Старый Оскол была установлена бронзовая скульптура Цыцугину В. Н[4].

## Семья
Жена — Эльвира.